# Aéroport de Flores
Pour les articles homonymes, voir FLW.
L'aéroport de Flores (code IATA : FLW • code OACI : LPFL) est un aéroport situé sur l'île de Flores, aux Açores.
Il s'agit de l'aéroport le plus occidental d'Europe.

## Caractéristiques
- Altitude: 35 m (118 ft)
- Piste: 36-18 (1400x30m)

## Situation

### Carte des aéroports portugais
| \| 30 km1:2 133 000 \| Faro Lisbonne Porto Aéroport Luís de Camões |
| 30 km1:2 133 000                                                   |

| 30 km1:2 133 000 |

| Porto Santo Madère |

| \| 30 km1:1 849 000 \| Ponta Delgada Flores Horta Santa Maria Terceira Pico São Jorge Corvo Graciosa |
| 30 km1:1 849 000                                                                                     |

| 30 km1:1 849 000 |

## Statistiques
Pour des raisons techniques, il est temporairement impossible d'afficher le graphique qui aurait dû être présenté ici.

Voir la requête brute et les sources sur Wikidata.

## Compagnies et destinations
| Compagnies      | Destinations                                             |
| --------------- | -------------------------------------------------------- |
| SATA Air Açores | Corvo, Horta, Ponta Delgada-Jean Paul II, Terceira-Lajes |